# 진천군의회
진천군의회는 충청북도 진천군 지역을 관할하는 기초의회이다.